# Pocket Frogs
Pocket Frogs é um jogo eletrônico de simulação criado e publicado pela empresa desenvolvedora de jogos NimbleBit para dispositivos com iOS. Lançado em 15 de setembro de 2010, o jogo foi posteriormente adaptado para Android, e esta versão foi publicada no Android Market pela Mobage.
Pocket Frogs é um jogo freemium, onde tudo é gratuito, porém dinheiro pode ser utilizado para acelerar alguns processos ou comprar itens. O objetivo do jogo é cuidar de sapos, alimentando-os e os esperando crescer. Quando um sapo atinge uma certa maturidade, ele pode ser vendido, o que gera dinheiro fictício para o jogador.